# Diego Rivero
Diego Alejandro Rivero (Puerto Esperanza, Misiones, 11 de agosto de 1981) es un futbolista argentino retirado. 
Es el séptimo jugador con más presencias en cancha en la historia de Chacarita Juniors.

## Trayectoria

### Chacarita Juniors (1998 - 2004)
Debutó en la primera de Chacarita a los 17 años, el 22 de noviembre de 1998 en un encuentro ante Arsenal que finalizó 1 a 1 por la temporada del Nacional B 1999-2000 en la cual Chacarita consigue volver a Primera luego de trece años en el ascenso. Desde ese entonces Rivero se convirtió en un jugador clave en el mediocampo del conjunto de San Martin.
Continuó jugando en Chacarita ininterrumpidamente hasta mediados de 2004 permaneciendo como titular indiscutido en las cinco temporadas con el funebrero en Primera División. 
Convirtió cinco goles en su estadía en Primera con el conjunto de San Martín, de los cuales se recuerdan el 2-1 frente a Vélez en 2001 en condición de visitante (Chacarita no ganaba en esa cancha desde 1962) y un golazo a Estudiantes de la Plata en el Clausura 2004 tras una gran jugada colectiva.

### Pachuca y Cruz Azul (2004 - 2006)
Fue transferido al fútbol mexicano donde se desempeñó en Pachuca (2004-2005) con quien jugó Copa Libertadores y Cruz Azul en la segunda mitad de 2005.

### San Lorenzo (2006 - 2010)
En 2006, Diego Rivero retorna a la Argentina, para fichar con el Club Atlético San Lorenzo de Almagro. En el Torneo Clausura 2006, San Lorenzo
, tuvo un gran torneo y salió en la 5ª posición. Diego Rivero jugó 11 de los 19 partidos de San Lorenzo de Almagro y no convirtió ningún gol. En el Torneo Apertura 2006, San Lorenzo, tuvo un torneo regular y saldría 9°. Rivero jugó 14 de los 19 partidos de San Lorenzo de Almagro y no convirtió ningún gol.
En 2007. En el Torneo Clausura 2007, San Lorenzo, tendría un gran torneo y se consagraría campeón del certamen. Diego Rivero jugó 13 de los 19 partidos de San Lorenzo de Almagro y tampoco convirtió ningún gol. En el Torneo Apertura 2007, San Lorenzo, bajaría su nivel y saldría en la 8ª posición. Diego Rivero disputó 11 partidos y siguió sin marcar goles.
En 2008, San Lorenzo de Almagro, pelearía dos frentes, el Torneo Clausura 2008 y la Copa Libertadores 2008. En el Torneo Clausura 2008, San Lorenzo, volvería a repuntar y saldría en la 4ª posición, haciendo un gran cértamen. En la Copa Libertadores 2008, San Lorenzo, llegaría a cuartos de final, donde sería eliminado por Liga de Quito, tras empatar 2-2 en el global, Liga de Quito ganaría por 3-5, en los penales. Rivero jugaría en total 21 partidos y no marcaría ningún gol. En el Torneo Apertura 2008, San Lorenzo, tendría un gran torneo y saldría en la 1ª posición, junto con Boca Juniors y Tigre, por eso se jugaría un triangular, San Lorenzo de Almagro le ganaría a Tigre, por 2-1 y luego perdería con Boca, por 1-3, este último fue el campeón. Diego Rivero jugó 16 de los 19 partidos de San Lorenzo de Almagro y no metió ningún gol.
En 2009, San Lorenzo, en el primer semestre, pelearía dos frentes, el Torneo Clausura 2009 y la Copa Libertadores 2009. En el Torneo Clausura 2009, San Lorenzo, tendría un torneo regular y saldría en la 11ª posición. En la Copa Libertadores 2009, San Lorenzo, quedaría rápidamente eliminado en la segunda fase. Diego Rivero jugó 10 partidos en total y tampoco metió ningún gol. En el segundo semestre, San Lorenzo, también pelearía dos frentes, el Torneo Apertura 2009 y la Copa Sudamericana 2009. En el Torneo Apertura 2009, San Lorenzo, tendría un torneo aceptable y saldría en la 7ª posición. En la Copa Sudamericana 2009, quedaría eliminado en cuartos de final por River Plate de Uruguay, en el global empataron 1-1 y River de Uruguay, ganaría en los penales por 6-7. Diego Rivero jugó 23 partidos en total y metió 3 goles.
En 2010. En el Torneo Clausura 2010, San Lorenzo, tendría un pésimo torneo y finalizaría en la 15ª posición. Diego Rivero jugó 11 de los 19 partidos de San Lorenzo de Almagro y no metió ningún gol. En el Torneo Apertura 2010, San Lorenzo, también tendría un mal torneo y finalizaría en la 14ª posición. Diego Rivero jugó 8 de los 19 partidos de San Lorenzo de Almagro y metió 2 goles.

### Boca Juniors (2011 - 2014)
En 2011, Diego Rivero ficha para el Club Atlético Boca Juniors. En el Torneo Clausura 2011, Boca, tendría un mal comienzo de torneo, pero con el paso de las fechas, Boca, iría mejorando y terminaría en la 7ª posición, el Burrito, peleó el puesto con Cristian Chávez, pero finalmente tuvo que conformarse con ser suplente. Diego Rivero jugaría 4 de los 19 partidos de Boca Juniors. En el Torneo Apertura 2011, Boca saldría campeón de forma invicta y jugando el Burrito, sería titular durante casi todo el torneo. Diego Rivero jugó 16 de los 19 partidos de Boca Juniors y metió 2 goles, siendo el segundo el más recordado, ya que metió el tercero a los '46 en la goleada 3-0 sobre Banfield, partido en donde Boca se consagraría campeón con varias fechas de antelación.
En 2012, Boca Juniors, pelearía los tres frentes, el Torneo Clausura 2012, la Copa Libertadores 2012 y la Copa Argentina 2011/12. En el Clausura, Boca, estaría 1° hasta la fecha 17, donde, Boca, con mal juego y debido a que puso un equipo alternativo terminó en la 4ª posición. En la Copa Libertadores, Boca, llegaría de forma estupenda a la final pero terminaría perdiéndola frente a Corinthians por 1-3, Boca, tuvo que conformarse con el subcampeonato. Boca se desquitó ganando la final de la Copa Argentina, 2-1 contra Racing Club.

### Argentinos Juniors (2014 - 2015)
En 2014, termina su vínculo con Club Atlético Boca Juniors y ficha por Argentinos Juniors, donde compartió plantel con Riquelme y Caruzzo. En el club consiguió el ascenso a Primera División.

### Chacarita Juniors (2015-2021)
Rivero retornó en 2015 en su club de origen por pedido del entrenador de aquel entonces Fernando Gamboa. Fue partícipe de un nuevo ascenso a Primera División del conjunto tricolor obtenido en 2017.
Permaneció en el club hasta 2021 cuando el entrenador Cristian Aldirico decidió no tenerlo más en cuenta. Su último partido con la camiseta tricolor fue en la victoria de Chacarita 2 a 0 sobre Almagro en condición de visitante en enero de 2021.

### Atlas (2022-2023)
En enero de 2022 se anunció su incorporación a Atlas, un equipo de la Primera C, cuarta categoría del fútbol argentino.

## Clubes
| Club                   | País      | Año         | Partidos | Goles |
| ---------------------- | --------- | ----------- | -------- | ----- |
| Chacarita Juniors      | Argentina | 1998 - 2004 | 222      | 5     |
| Pachuca                | México    | 2004 - 2005 | 33       | 2     |
| Cruz Azul              | México    | 2005        | 10       | 1     |
| San Lorenzo de Almagro | Argentina | 2006 - 2010 | 167      | 6     |
| Boca Juniors           | Argentina | 2011 - 2014 | 59       | 1     |
| Argentinos Juniors     | Argentina | 2015 - 2015 | 8        | 1     |
| Chacarita Juniors      | Argentina | 2015 - 2021 | 70       | 2     |
| Atlas                  | Argentina | 2022 - 2023 | ?        | ?     |

## Palmarés

### Campeonatos nacionales
| Título             | Equipo            | País      | Año     |
| ------------------ | ----------------- | --------- | ------- |
| Primera B Nacional | Chacarita Juniors | Argentina | 1998-99 |
| Primera División   | San Lorenzo       | Argentina | C-2007  |
| Primera División   | Boca Juniors      | Argentina | A-2011  |
| Copa Argentina     | Boca Juniors      | Argentina | 2011-12 |

### Otros logros
| Título                     | Equipo             | País      | Año     |
| -------------------------- | ------------------ | --------- | ------- |
| Ascenso a Primera División | Argentinos Juniors | Argentina | 2014    |
| Ascenso a Primera División | Chacarita Juniors  | Argentina | 2016-17 |